# 飯島光峨
飯島光峨（日语：／ Ījima Kōga，1829年—1900年2月11日）是一名明治時代的膠彩畫家。

## 生平
飯島光峨於文政12年（1829年）5月出生於田安藩，是飯島義重的第三子。本名為明，後來號稱素堂。曾拜入居住於日本橋村松町的沖一峨門下，並獲得光峨的稱號。一峨師從酒井抱一，精於極彩色的密畫，後來成為鳥取藩池田侯的畫員沖探冲的養子。一峨的門下弟子在嘉永至安政年間包括松本洋峨、加藤泰峨與飯島光峨，三人並稱為「一峨門的三峨」。安政2年（1855年）一峨去世後，光峨未再拜師，轉而親近文藝，並與假名垣魯文、三遊亭圓朝、服部波山等人交遊，曾遊歷東海及畿內一帶。
在明治18年（1885年）的第一回鑑畫會大會中，他展出《櫻花》與《秋草》作品；在明治29年（1896年）日本繪畫協會第一回繪畫共進會上，他在遵循東洋畫傳統的第一部門展出《小兒十二月圖》，並與近藤樵仙等人共同獲得二等褒狀。明治33年（1900年）2月11日去世，享年72歲時。原墓地位於深川區的西光寺，後在關東大震災後遷葬至多磨靈園。
他的門下弟子中有創立巽畫會的遠上素香。